# Michael A. Clemens
Michael Andrew Clemens ist ein US-amerikanischer Ökonom am Center for Global Development (CGD), wo er die Initiative für Migration und Entwicklung leitet. Er ist außerdem Research Fellow am Institut zur Zukunft der Arbeit und Partner am Forschungszentrum Financial Access Initiative.

## Leben
Clemens studierte Ingenieurwissenschaften (B.Sc., 1994) am California Institute of Technology, sowie Wirtschaftswissenschaften und Umweltmanagement an der Johns Hopkins University (M.A., 1997). 1996–1997 arbeitete er als Berater für den Environmental Defense Fund, 1998–1999 für die Weltbank. 2002 erhielt er seinen Ph.D. von der Harvard University. Von 2002 bis 2010 lehrte er am Georgetown Public Policy Institute der Georgetown University. Seit 2002 forschte er am CGD, seit 2011 in leitender Position.

## Arbeit
Clemens’ Forschungsgebiete sind Wirtschaftswachstum und Entwicklung, Migrationsforschung, Wirtschaftsgeschichte und internationale Finanzwissenschaft. Er hat in renommierten Fachzeitschriften publiziert, wie The Economic Journal, Journal of Economic Perspectives und dem Journal of Economic Growth.
Eine seiner am meisten zitierten Arbeiten ist ein 2011 erschienener Artikel im Journal of Economic Perspectives mit dem Titel Economics and Emigration: Trillion-Dollar Bills on the Sidewalk. Darin geht er der Frage nach, wieso Ökonomen viel Zeit darauf verwenden, Güter- und Kapitalströme zu untersuchen, aber die Migration von Arbeitskräften vernachlässigen. Er entwirft einen Vier-Punkte-Plan zur Erforschung der Effekte von Migration.
Daneben hat er auch Beiträge für Zeitschriften wie Boston Review, The Huffington Post, Foreign Policy oder Foreign Affairs geschrieben.

## Veröffentlichungen
- mit Jeffrey G. Williamson: Wealth Bias in the First Global Capital Market Boom, 1870–1913. In: Economic Journal. 114, 2004, S. 311–344.
- mit Jeffrey G. Williamson: Why Did the Tariff-Growth Correlation Change after 1950? In: Journal of Economic Growth. 9, 2004, S. 5–46.
- mit Charles Kenny, Todd J. Moss: The trouble with the MDGs. Confronting expectations of aid and development success. In: World Development. 35, 2007, S. 735–751.
- mit Steven Radelet, Rikhil R. Bhavnani, Samuel Bazzi: Counting chickens when they hatch. Timing and the effects of aid on growth. In: Economic Journal. 2011.
- Economics and emigration. Trillion-dollar bills on the sidewalk? In: Journal of Economic Perspectives. 25, 2011, S. 83–106.